# 忠八 (小惑星)
忠八（ちゅうはち、129561 Chuhachi）は小惑星帯の小惑星。愛媛県久万高原町の久万高原天体観測館で中村彰正が発見した。
愛媛県八幡浜市出身の明治時代の航空機研究者、二宮忠八から命名された。